# Кальдаро-сулла-Страда-дель-Віно
Кальдаро-сулла-Страда-дель-Віно (італ. Caldaro sulla Strada del Vino) — муніципалітет в Італії, у регіоні Трентіно-Альто-Адідже,  провінція Больцано.

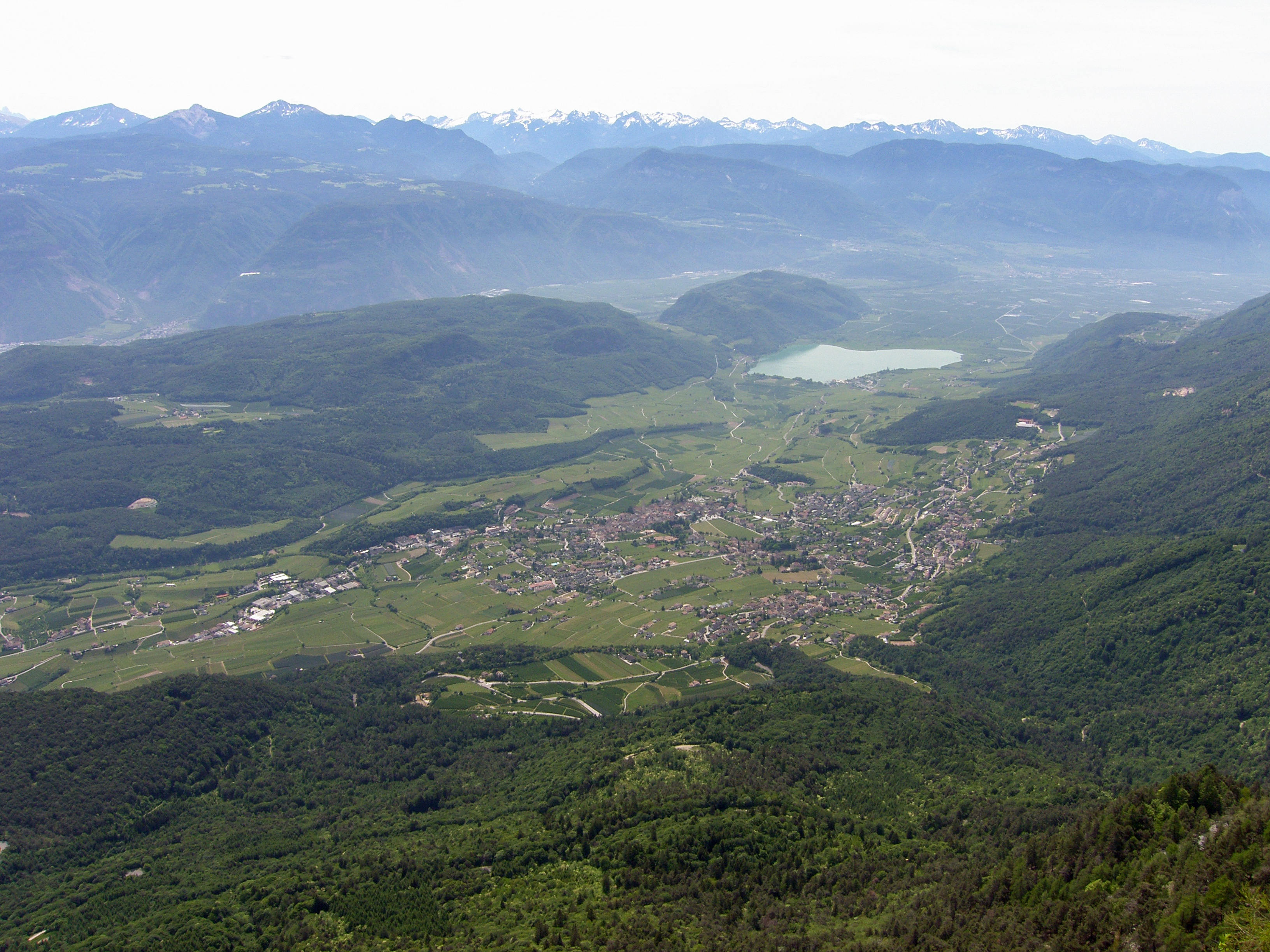

Кальдаро-сулла-Страда-дель-Віно розташоване на відстані близько 520 км на північ від Рима, 45 км на північ від Тренто, 13 км на південний захід від Больцано.
Населення — 7812 осіб (2014).

## Демографія
Населення за роками:

Станом на 1 січня 2023 року в муніципалітеті офіційно проживали 763 іноземці з 58 країн, серед них 360 громадян країн Євросоюзу та 16 громадян України.

## Сусідні муніципалітети
- Амблар-Дон
- Апп'яно-сулла-Страда-дель-Віно
- Каварено
- Енья
- Руффре-Мендола
- Сарноніко
- Термено-сулла-Страда-дель-Віно
- Вадена